# Thallomys
Thallomys — рід гризунів родини Muridae, ендемічний для Африки. Він містить чотири види:
- Thallomys loringi
- Thallomys nigricauda
- Thallomys paedulcus
- Thallomys shortridgei

## Морфологічні особливості
Акацієві пацюки досягають довжини тіла без хвоста від 12 до 16 сантиметрів, плюс хвіст довжиною від 13 до 21 сантиметра. Вага від 63 до 100 грамів. Шерсть у них досить довга, спина забарвлена від жовто-сірого до сіро-коричневого, причому верх темніший за боки. Черево біле, лапи також.

## Спосіб життя
Середовищем проживання є чагарники та інші відкриті місця проживання. Вони добре лазять і будують гнізда на розвилках гілок або в отворах у коренях. На великому дереві зазвичай живе група цих тварин; групи складаються максимум з двох дорослих пар та їхнього потомства. Їхній раціон складається з бруньок, листя та соку дерев, іноді також комах або фруктів.